# Praia da Aguda
Aguda é uma estância balnear é uma praia situada na freguesia portuguesa de Arcozelo, concelho de Vila Nova de Gaia, distrito do Porto.

## Características
É uma praia onde os moradores vivem essencialmente da pesca. Possui uma grande extensão com uma bela paisagem, rica em dunas e uma bela vegetação natural .
Pode-se deslocar para a Aguda de comboio que vai para Ovar ou Aveiro, de bicicleta no passadiço (o passadiço vai desde da Praia de Lavadores até a Praia de Espinho), ou então de carro.
Os turistas encontram à disposição vários itens de apoio como bares, banheiros e aluguer de tendas. 
É uma praia piscatória, em que as suas actividades têm como base a pesca tradicional e os pescadores fazem as suas próprias redes. 

## Fatos recentes
Em 2002 foi construído um quebra-mar que fez com que o mar não viesse mais a inundar as ruas (antes inundava duas ou três ruas), mas criou-se um "gigante" areal junto ao paredão. O maior problema é que esse areal cresceu à frente dos barcos dos pescadores. Assim, eles têm que esperar que a maré fique cheia para irem pescar .